# TNT (canal de televisão dos Estados Unidos)
TNT (abreviação para Turner Network Television; em português: Rede Turner de Televisão) é um canal de televisão por assinatura especializado em filmes, séries e eventualmente transmissões esportivas.
A programação do canal é de jogos da NBA, jogos da UEFA Champions League no Brasil, corridas da NASCAR, jogos do Brasileirão no Brasil e reprises de seriados de TV populares antigos, como Lei & Ordem, Supernatural, CSI: NY, Las Vegas', Charmed e Bones. Em 12 de junho de 2001, o TNT foi relançado nos EUA com um novo logotipo (que mais tarde também começaria ser usado no Brasil e América Latina) e novo slogan: "We Know Drama".

## História

### Datas de lançamento do sinal da TNT
- Sinal para os Estados Unidos: 3 de outubro de 1988
- Sinal para a América Latina: 28 de janeiro de 1991 (no Brasil, a partir de 3 de setembro de 1991)
- Sinal para o Brasil: setembro de 1999 (substituindo o sinal latino-americano)
- Sinal para o México: março de 2000
- Sinal para a Argentina: setembro de 2000

## Programação

### Filmes
TNT apresenta uma extensa lista de êxitos de bilheteria que compra dos produtores depois de ser exibido nos canais premium como HBO-Max, Moviecity (América Latina) e Telecine (Brasil).

### Séries
Em 2005, TNT introduziu, em sua destacada programação de entretenimentos, um conjunto de séries dramáticas contemporâneas, como as exitosas Veronica Mars e Battlestar Galactica, somando assim mais ação, aventura, suspense e emoção às telas. 

### Eventos especiais
Os Óscar são transmitidos exclusivamente na América Latina com a opção de segundo idioma, tanto em espanhol como em português. TNT transmitia com exclusividade o Screen Actors Guild Awards (SAG) até 2022, daí em diante ela não renovou o contrato com o sindicato alegando corte de gastos. A premiação posteriormente assinou com a Netflix. Transmite o Miss Universo para toda América Latina. Ocasionalmente também transmitem concertos.

### Eventos esportivos
Em setembro de 2018, o canal no Brasil herdou juntamente com o Space parte da programação do Esporte Interativo e as transmissões da UEFA Champions League e UEFA Nations League. Em abril de 2019, passou a transmitir também os jogos selecionados do Brasileirão Série A ao vivo entre as 7 equipes sob contrato com a Turner,para esta temporada.e graças a transmissão da final da Liga dos Campeões da UEFA de 2019–20 , dia 23 de agosto de 2020 o canal bateu o recorde de audiência de toda história da TV paga no Brasil.
Em 17 de janeiro de 2021, o bloco Esporte Interativo é renomeado para TNT Sports. A mudança faz parte do processo de reorganização das marcas com a chegada da WarnerMedia Latin America.

### Público-alvo
Criada para atingir telespectadores de meia idade, a TNT é um canal de filmes contemporâneos idealizado para o cabo básico.

## Transmissão
Em 2004, começou a transmitir em alta definição nos EUA.

## Site oficial
O site oficial da TNT para América Latina oferece a seus visitantes a mais completa informação a respeito da programação do canal — filmes, séries, shows, eventos especiais e mais — junto com divertidos jogos e concursos. Além disso, desde sua sessão "Cinema a la Carte", os telespectadores contam cada semana com a oportunidade exclusiva de votar seu filme preferido entre três títulos propostos pela TNT para ser emitida a segunda-feira seguinte.